# Baron Vivian

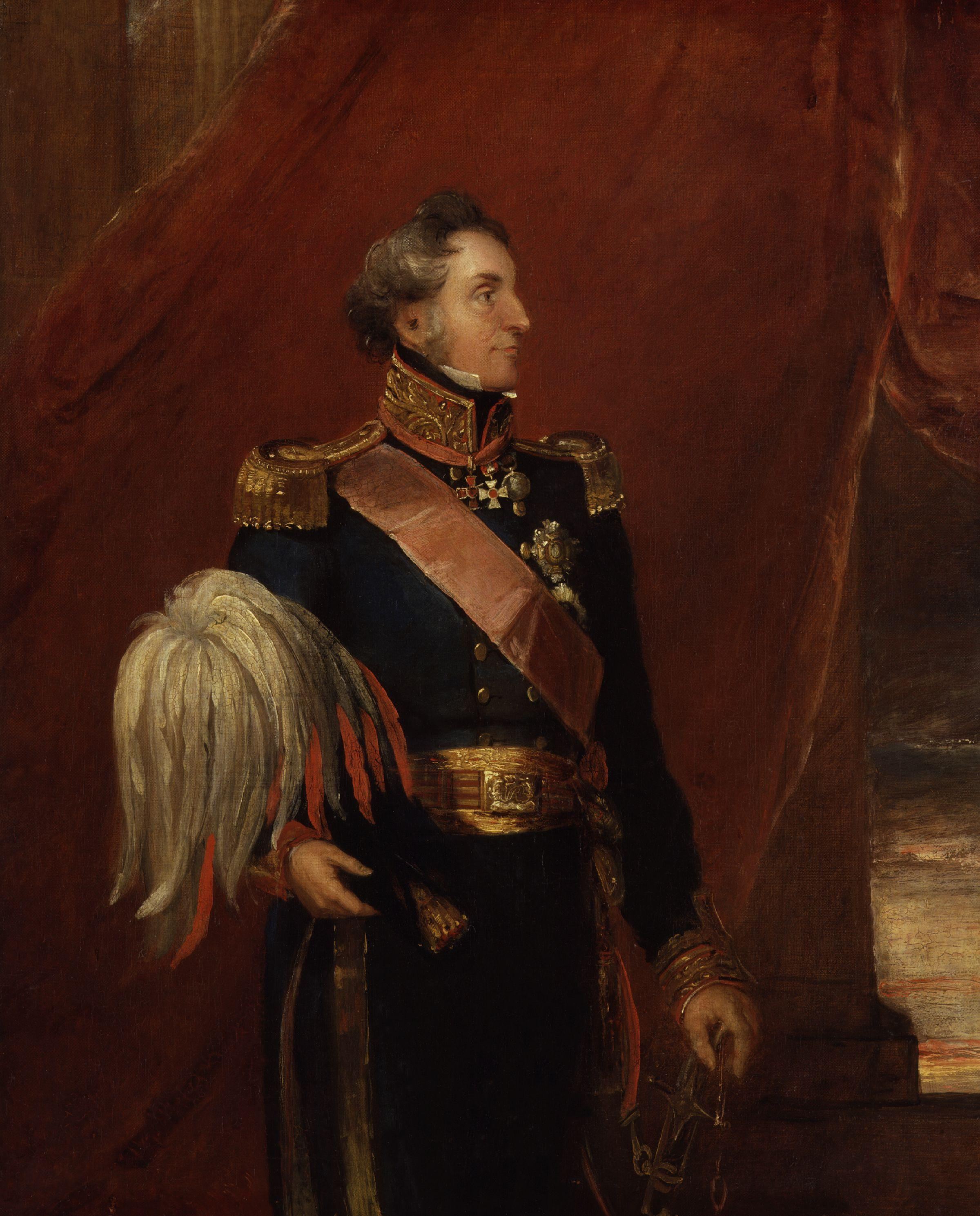
Richard Hussey Vivian, 1. Baron Vivian

Baron Vivian, of Glynn and of Truro in the County of Cornwall, ist ein erblicher britischer Adelstitel in der Peerage of the United Kingdom.

## Verleihung und nachgeordnete Titel
Der Titel wurde am 19. August 1841 an den General und Politiker Sir Hussey Vivian, 1. Baronet verliehen. Dieser hatte sich in den Napoleonischen Kriegen als Offizier ausgezeichnet und war dann in hohe militärische Posten aufgestiegen. Außerdem saß er mehr als 15 Jahre als Abgeordneter im House of Commons. Ihm war bereits am 19. Januar 1828 in der Baronetage of the United Kingdom der fortan nachgeordnete Titel Baronet, of Truro in the County of Cornwall, erhoben worden.

## Liste der Barone Vivian (1841)
- (Richard) Hussey Vivian, 1. Baron Vivian (1775–1842)
- Charles Crespigny Vivian, 2. Baron Vivian (1808–1886)
- Hussey Crespigny Vivian, 3. Baron Vivian (1834–1893)
- George Crespigny Brabazon Vivian, 4. Baron Vivian (1878–1940)
- Anthony Crespigny Claude Vivian, 5. Baron Vivian (1906–1991)
- Nicholas Crespigny Lawrence Vivian, 6. Baron Vivian (1935–2004)
- Charles Crespigny Hussey Vivian, 7. Baron Vivian (* 1966)

Mutmaßlicher Titelerbe (Heir Presumptive) ist ein Cousin des jetzigen Barons, Thomas Crespigny Brabazon Vivian (* 1971).